# Василевка (Беляевский район)
Василевка (укр. Василівка) — село в Беляевском районе Одесской области Украины. Занимает площадь 1,84 км². Население по переписи 2001 года составляло 2068 человек.

## История
Впервые село упоминается в 1770 году под названием Каная Мурза или Каная Мурзы (крымскотат. Qanaya Mırza - кровавый мурза). Это было татарское поселение, находилось в Балке Канаева (тогда так называли реку Барабой). Возможно, речь идет об исторической личности - последнем бее Ногайской Орды - Кана, сына Динбая, возможно, о его тезке.
Распространение такого названия может свидетельствовать о переселении на эту территорию до 1770-х годов значительной группы кочевого ногайского населения.
В "Ведомостях Черноморского войска" за 1791 на этом месте упоминается поселение на Барабойной. Село было расположено на дороге с Хаджибея в Бендеры. Об этом и сегодня напоминает два старых казацких кладбища с мальтийскими крестами начале 19-го века.
В начале 19-го века село упоминается под названием Шостка, или Шестаково. К 1825 году Василевка принадлежала к Тираспольскому уезду, как и город Одесса, а затем вошла в новосозданный Одесский уезд, который был ликвидирован после Октябрьской Революции.
Посёлок получил нынешнее название в честь генерал-майора Василия Петровича Дубецкого, построившего в селе усадьбу (в 1830—1854 годах). Также в 1846 году была построена Петропавловская церковь.
В 1859 году в Василевке было 23 двора, в которых проживали 210 душ мужского пола и 138 женского пола. В селе была одна православная церковь, базары и винокуренный завод.
В 1887 году проживали 188 душ мужского и 180 душ женского пола.

После смерти Василия Дубецкого в 1880 году его потомки продали усадьбу и с 1885 года она принадлежала каховскому купцу Константину Матвеевичу Панкееву. Сын последнего, Сергей Панкеев, известный всему миру как «человек-волк», долгое время считал себя волком и проходил лечение у Зигмунда Фрейда. За этот факт усадьба получила название «Волчье логово».
"Наше имение было очень красивым: огромный, напоминающий замок, сельский дом, окруженный старым парком, который постепенно переходил в лес. Здесь был также пруд, достаточно большой для того, чтобы называться озером" - Сергей Панкеев

## Достопримечательности
- Усадьба Дубецких.

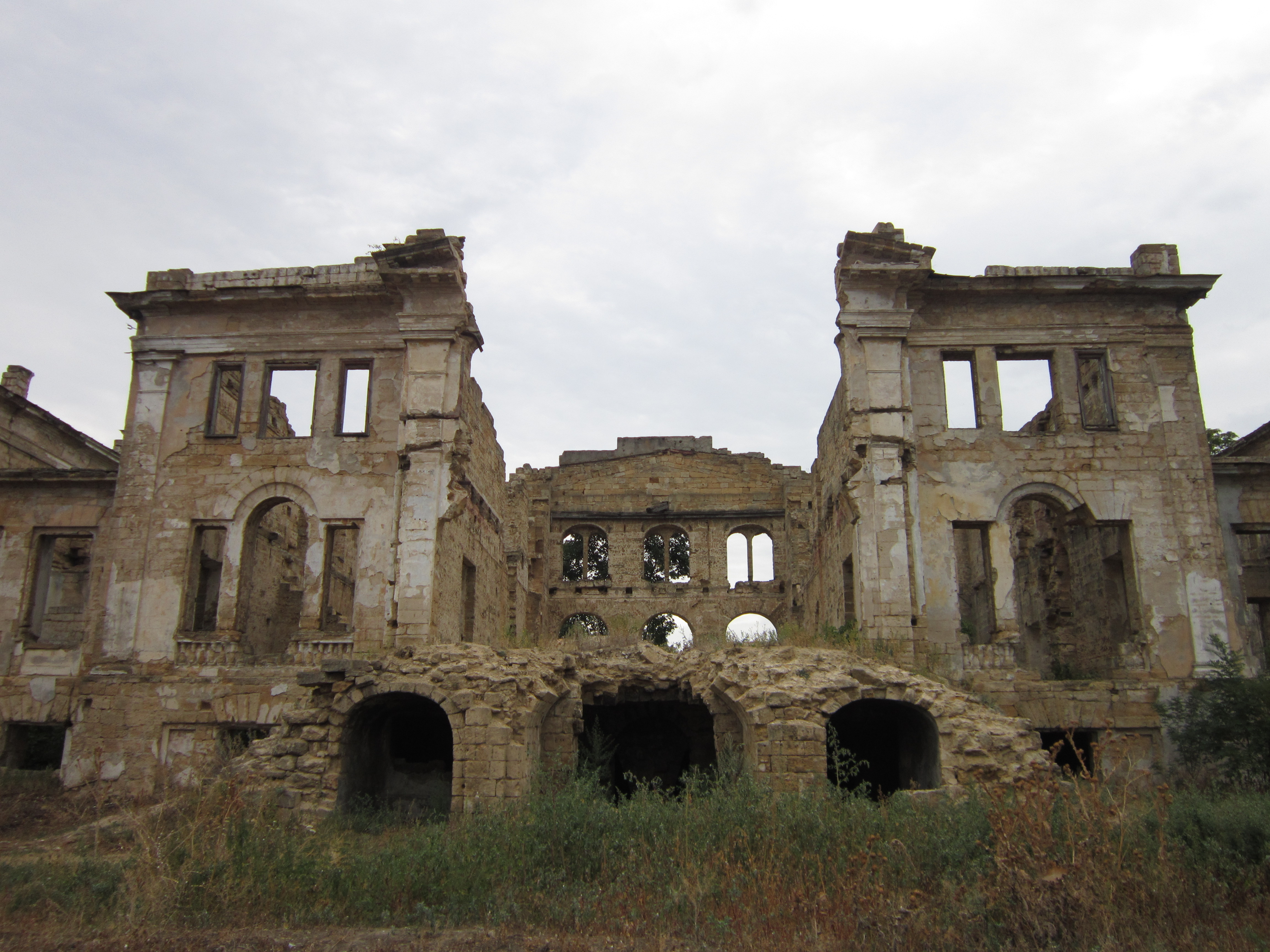
Руины усадьбы Дубецких

Трехэтажный дворец у озера с фонтанами и садом, построен в 1854 году. В селе именуем, как "Панский дом". К нашему времени сохранились лишь руины дворца. Сад и фонтаны также не сохранились.
- Православный храм св.Петра и Павла - построен в 1846 году. Ныне относится к Украинской православной церкви (Московского патриархата).
- Памятник неизвестному солдату - памятник и братская могила для 56 воинов, погибших во Второй мировой войне.[3]

## В кинематографе
В Василевке проходили съёмки следующих картин:
- 1981 — «Школа» (реж. М.Ильенко)
- 1983 — «Я — сын трудового народа» (реж. В.Стрелков) [4]
- 2012 — «Одесса-мама» (сериал)

## Известные жители
- Сергей Панкеев — самый известный пациент Зигмунда Фрейда («Человек-волк»).
- Николай Овчаров — преподаватель и исследователь ораторского искусства, переводчик с латинского языка, кинорежиссёр, медиа-художник.

## Координаты
Почтовый индекс — 67613. Телефонный код — +380-4852. Код КОАТУУ — 5121081001.

### Местный совет
Адрес: 67613, Одесская область, Беляевский районн, село Василевка, улица Ленина, дом 64